# Polonne
Polonne (în ucraineană Полонне) este orașul raional de reședință al raionului Polonne din regiunea Hmelnîțkîi, Ucraina. În afara localității principale, mai cuprinde și satul Hannusîne.

## Demografie
Componența lingvistică a orașului Polonne
     Ucraineană (98,04%)
     Rusă (1,62%)
     Alte limbi (0,26%)
Conform recensământului din 2001, majoritatea populației orașului Polonne era vorbitoare de ucraineană (98,04%), existând în minoritate și vorbitori de rusă (1,62%).